# Taty Mbungu
Taty Mbungu (ur. 1 października 1954 w Kinszasie) – kongijski piłkarz grający na pozycji pomocnika. W swojej karierze grał w reprezentacji Ugandy.

## Kariera klubowa
W swojej karierze piłkarskiej Mbungu grał w klubie AS Vita Club.

## Kariera reprezentacyjna
W reprezentacji Zairu Mbungu zadebiutował w 1974 roku. W tym samym roku powołano go do kadry na Puchar Narodów Afryki 1974. Rozegrał w nim jeden mecz, półfinałowy z Egiptem (1:2). Z Zairem wywalczył mistrzostwo Afryki. W kadrze narodowej grał do 1985 roku.